# Geneviève Halévy
Geneviève Halévy, in seguito Geneviève Bizet e Geneviève Straus (Parigi, 26 febbraio 1849 – Parigi, 1926), è stata una salottiera francese. Ispirò Marcel Proust come modello per la Duchesse de Guermantes e Odette de Crécy in À la recherche du temps perdu.

## Biografia
Geneviève Halévy era la figlia del compositore Jacques-Fromental Halévy e di sua moglie Léonie (nata Rodrigues-Henriques), entrambi ebrei. La giovinezza di Geneviève Halévy fu triste: perse suo padre quando aveva 13 anni, sua sorella maggiore quando aveva 15 anni e sua madre soffriva di periodi di instabilità mentale. Nel 1869 sposò Georges Bizet, allievo di suo padre e nel 1871 diede alla luce il figlio Jacques, che divenne compagno di scuola di Marcel Proust. Bizet morì improvvisamente per un attacco di cuore nel 1875. Geneviève si trasferì a vivere con suo zio, Léon Halévy, e aprì un salone per suo cugino Ludovic Halévy, dove lo aiutò a ricevere la società artistica dell'epoca. Questo era noto come I giovedì di Ludovic (Les jeudis de Ludovic).
Dopo alcuni anni aprì il suo salone dove la società che contava, come il barone e la baronnessa Alphonse de Rothschild, la contessa Potocka, la duchessa di Richelieu e la contessa de Chevigné (nata de Sade, un altro modello per la Duchesse de Guermantes) potevano incontrarsi con scrittori e intellettuali come Guy de Maupassant, Henri Meilhac, Georges de Porto-Riche, Paul Bourget, Paul Hervieu, Joseph Reinach e suo cugino Ludovic. 
Nel 1886 sposa l'avvocato Émile Straus, conoscente della famiglia Rothschild, e il suo salone diventa sempre più di moda: riceve Robert de Montesquiou e sua cugina Élisabeth, contessa Greffulhe, pittori e giornalisti. Molti sostenitori di Dreyfus socializzarono nel salone di Mme Straus, tra questi Marcel Proust, che fu uno dei primi intellettuali a firmare una petizione su L'Aurore all'epoca dell'Affare Dreyfus. Dopo l'Affaire, il salone divenne meno importante. 
Dopo il 1910 Mme. Straus divenne sempre più depressa e si allontanò dalla società. Suo figlio si suicidò nel 1922, poche settimane prima della morte di Proust, e lei morì nel 1926.